# تريهالوز
تريهالوز هو سكر مركب من جزيئين من الغلوكوز، ويعرف أيضاً باسم ميكوز أو تريمالوز. يوجد في الشروط القياسية على هيئة صلب بلوري أبيض.

## التحضير
يصطنع هذا السكر في بعض البكتريا والفطريات واللافقاريات مصدراً للطاقة؛ وكان استخلاص التريهالوز في الماضي عملية صعبة، ولكن في أوائل القرن الحادي والعشرين تمكنت شركة يابانية من اكتشاف طريقة غير مكلفة لاستخلاصه من النشا.
توجد هناك على الأقل ثلاثة طرائق حيوية من أجل الاصطناع الحيوي لمركب التريهالوز؛ ويمكن استحصاله من نشا الذرة.

## البنية
التريهالوز سكر ثنائي يتشكل من 1،1-رابطة غليكوسيدية بين وحدتي ألفا-غلوكوز؛ ويوجد في الطبيعة على هيئة سكر ثنائي، وأحياناً على هيئة مونومير (أحادي القسيمة) في بعض البوليميرات.

## الاستخدامات
في اكتشاف في سنة 2017 تمكن باحثون من تطوير طريقة لاستخدام التريهالوز من أجل حفظ النظاف عند درجة حرارة الغرفة.